# Débardeur (vêtement)
Pour les articles homonymes, voir Débardeur.
 (mai 2025).
Le débardeur est un vêtement fin, sans manches, pouvant être décolleté à l’avant et dans le dos. Il est porté à même la peau. Il est aussi appelé « marcel » en France, « camisole » en Amérique du Nord, Suisse romande et en Vallée d'Aoste, et « chemisette » ou « singlet » en Belgique.

## Description
Le débardeur est un sous-vêtement en jersey, en côte ou en maille filet qui découvre les épaules, et laisse apparaître entièrement les bras. L’emmanchure peut être plus ou moins échancrée selon la coupe. 
Il était porté par les forts des Halles de Paris chargés des opérations de débardage des camions qui approvisionnaient le marché parisien dès le milieu du XIXe siècle. Marcel Eizenberg, né à Varsovie en 1920, fonde les Établissements Marcel à Roanne, en 1949 et devient le premier à produire les débardeurs en masse. Dans les années 1980, le mot "Marcel" fait son entrée dans le dictionnaire[Lequel ?].
Dans son ouvrage Le genre des objets, le chercheur Georges-Claude Guilbert note que, lors de la diffusion de ce vêtement au XXe siècle, le terme "marcel" est associé à un stéréotype de violence ; une théorie veut d'ailleurs que le boxeur Marcel Cerdan ait inspiré cette dénomination. Le terme "débardeur" lui est préférée par les personnes qui souhaitent se distancier de cette connotation, et notamment les femmes qui portent ce vêtement (l'image du débardeur-camionneur n'étant plus d'actualité à ce moment).

## Au cinéma
Le débardeur blanc est entré dans la culture populaire avec le concours, entre autres, de James Dean, de Marlon Brando, qui le porte moulant dans le film Un tramway nommé Désir (A Streetcar Named Desire, 1951) ou de Bruce Willis jouant John McClane dans Piège de cristal (Die Hard, 1988). Le « marcel » porte le nom, en Amérique et Australie, de wifebeater (littéralement « tabasseur d'épouse »), expression qui pourrait découler du personnage de Stanley Kowalski, l'homme violent interprété par Brando dans le Tramway.
Bruce Lee en porte un lui aussi dans La Fureur du dragon (The Way of the Dragon), sorti en 1972.